# Mehdi Mostefa
Mehdi Mostefa, né le 30 août 1983 à Dijon, est un footballeur international algérien, évoluant au poste de milieu entre 2007 et 2023.
Il est aujourd'hui recruteur au sein de l'ac Ajaccio.

## Biographie

### Carrière en club

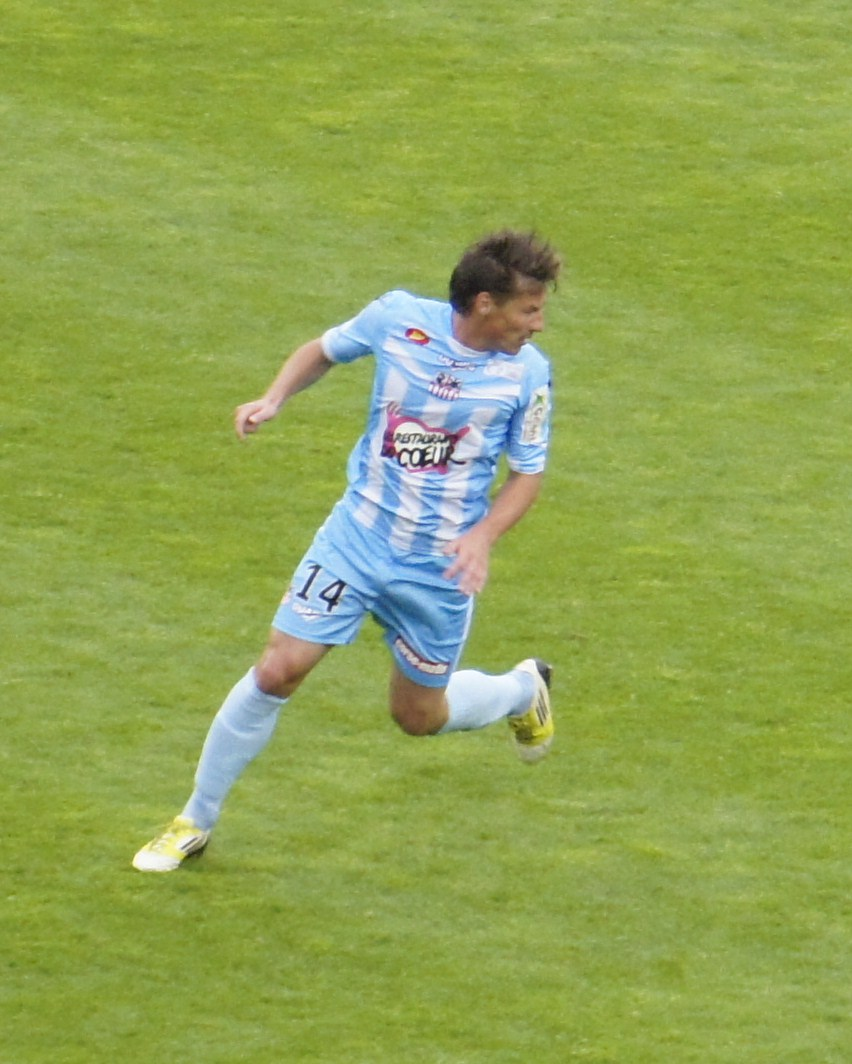
Mostefa sous le maillot de l'AC Ajaccio en 2013.

Né de père algérien originaire de Mazouna dans la Wilaya de Relizane et de mère française, il grandit à Dijon, en Côte-d'Or. Il chausse ses premiers crampons à Fontaine-lès-Dijon. Il commence sa carrière en tant qu'attaquant.
Sa famille déménage près de Nice, c'est alors qu'il intègre le centre de formation de l'AS Monaco où il fréquente notamment Gaël Givet, Grégory Lacombe ou Marco Ramos. En 2004, le club monégasque ne lui propose pas de contrat professionnel et il quitte donc le Rocher.
Après 6 mois de chômage, il rejoint l'Allemagne afin d'évoluer avec l'équipe réserve du Hanovre 96. Cette expérience tourne court et il revient en France.
Il est vice-champion de national en 2004-2005 avec l'ASOA Valence, mais le dépôt de bilan du club la même année, le conduisant tout droit en Division d'Honneur l'oblige à trouver une nouvelle destination. Dans une situation financière délicate, il atterrit à l'EDS Montluçon, en CFA où il réalise une belle saison ; la saison suivante, 2006-2007, il rallie le FC Sète et retrouve le National. Sa très belle saison lui permet de signer au Nîmes Olympique, une des grosses formations de la division avec qui il obtient la promotion en Ligue 2 dès sa première saison au club.
Il joue alors ses premiers matches en Ligue 2 avec la formation gardoise lors de la saison 2008-2009. Une équipe dans laquelle il s'intègre parfaitement, notamment grâce à ses qualités de distributeur et son agressivité dans le jeu. Polyvalent, il évolue la plupart du temps en milieu relayeur mais peut également rendre service en tant qu'arrière latéral. Après une relégation au terme de la saison 2010-2011, il rejoint l'AC Ajaccio, fraîchement promu en Championnat de France de football, où évoluent notamment Johan Cavalli et Carl Medjani, deux joueurs qu'il connaît bien. À 28 ans, il se voit ainsi offrir l'occasion d'évoluer au plus haut niveau national.
Le 7 août 2014, il s'engage avec le Football Club Lorient pour un contrat de 3 ans.
Le 27 août 2015, il s'engage avec le Sporting Club de Bastia pour un contrat de 2 ans, plus une en option. Le 30 octobre 2010, Mostefa a été appelé à l'équipe nationale algérienne Abdelhak Benchikha pour un match amical contre le Luxembourg. Il a fait ses débuts dans ce jeu comme titulaire, avant d'être remplacé à la 69e minute. Le 26 mars 2011, Mostefa a joué son premier match officiel pour l'Algérie lors d'un match de qualification de la Coupe d'Afrique 2012 contre le Maroc. Il a joué tout le match alors que l'Algérie a gagné 1-0.
Le 9 septembre 2017, il signe avec le club chypriote de Paphos FC.

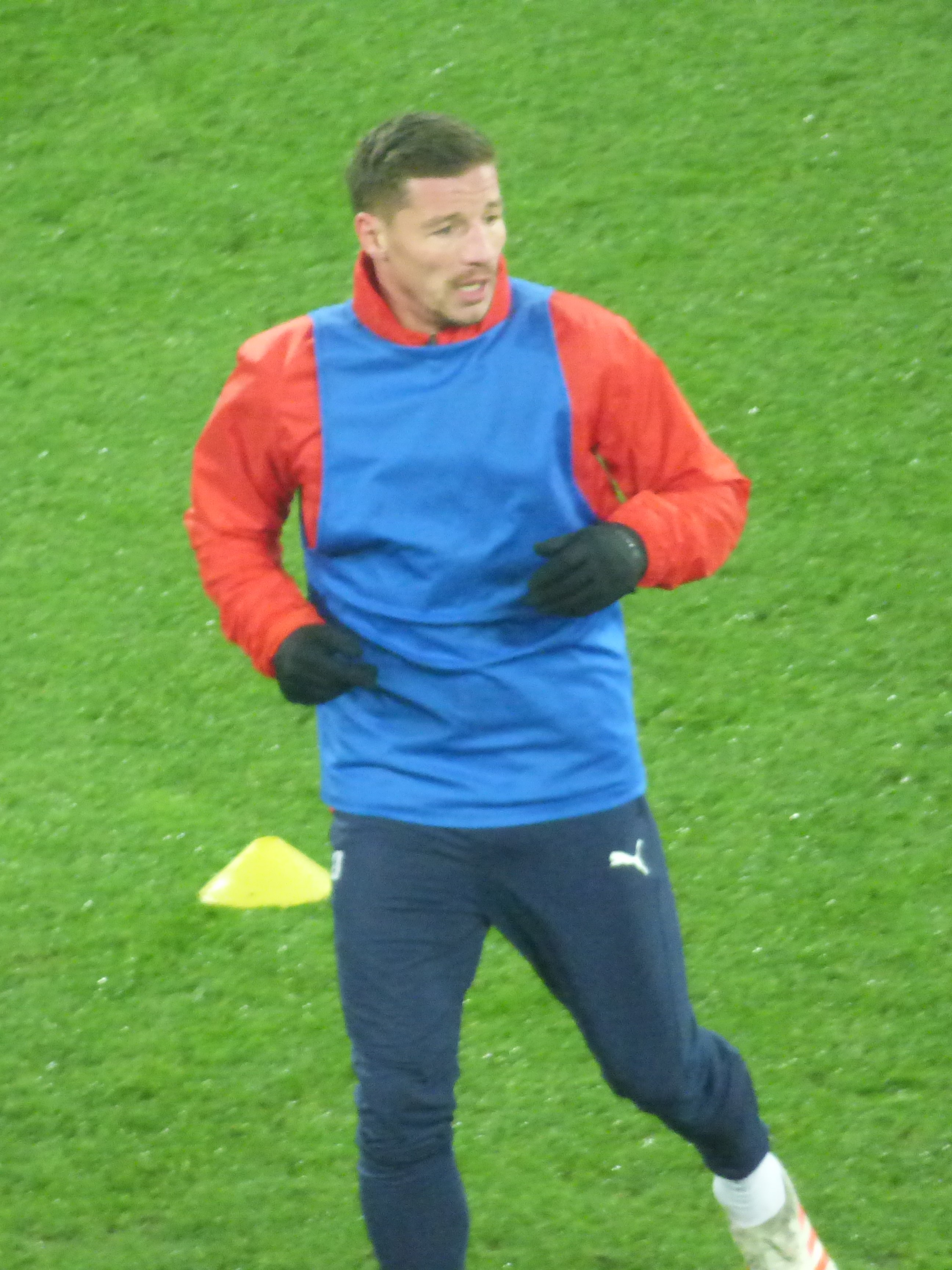
Mostefa avec l'AS Béziers en 2019.

Le 18 juillet 2018, il fait son retour en France et s'engage au sein de l'AS Béziers, fraîchement promu en Ligue 2.

### Sélection nationale
En 2004 il est appelé avec les espoirs algériens. En 2010, sa reconversion au poste d'arrière droit intéresse le sélectionneur de l'équipe d'Algérie qui le convoque en vue du match amical du 17 novembre 2010 contre le Luxembourg ou il est titularisé d'entrée de jeu, puis dans la double confrontation contre le Maroc (1-0;0-4) . Il participe à la Coupe d'Afrique des nations de football 2013 et à la Coupe du monde de football de 2014, toutefois faisant face à une grosse concurrence en défense, il n'est plus convoqué par Christian Gourcuff depuis le mondial brésilien,. Non appelé en sélection pendant deux ans, Mehdi Mostefa annonce sa retraite internationale, le 16 janvier 2017 en direct à l'antenne de C'est vous l'Expert, émission de radio du média algérien La Gazette du Fennec.

#### Sélection nationale d'Algérie
Le tableau suivant liste les rencontres de l'équipe d'Algérie dans lesquelles Mehdi Mostefa a été sélectionné depuis le 17 novembre 2010 jusqu'au 30 juin 2014.

### Personnel
Mostefa est né à Dijon, en France, d'un père algérien et d'une mère française. Son père est originaire de la ville de Mazouna dans le district de Relizane en Algérie.